# Zehak megye
Zehak megye (perzsa nyelven: شهرستان زهک) Irán Szisztán és Beludzsisztán tartományának északkeleti elhelyezkedésű megyéje az ország keleti részén. Keleten Afganisztán (Nimruz tartomány Csahár Burdzsak kerülete) határolja határolja, nyugatról az iráni Hámun megye, északról Hirmand megye, északnyugatról pedig Zábol megye. A megye két kerületre osztható: Központi kerület és Dzsazink kerület. A megye lakossága 2006-ban 70 839 fő volt. A megyében egy város található: a 11 180 fős megyeszékhely, Zehak.

## Népesség
| 2016 | 74 896 |

## Fordítás
- Ez a szócikk részben vagy egészben  a   Zehak County című angol Wikipédia-szócikk ezen változatának fordításán alapul.  Az eredeti cikk szerkesztőit annak laptörténete sorolja fel. Ez a jelzés csupán a megfogalmazás eredetét és a szerzői jogokat jelzi, nem szolgál a cikkben szereplő információk forrásmegjelöléseként.